# 유자와촌
유자와촌(湯沢村)은 니가타현 미나미우오누마군에 있던 촌이다.

## 역사
- 1889년 4월 1일 -정촌제 시행에 수반해 미나미우오누마군 유자와촌이 성립하였다.
- 1955년 3월 31일 - 간다쓰촌, 쓰치타루촌, 미쓰마타촌, 미쿠니촌과 합병 이후 정으로 승격해 유자와정이 되어 소멸하였다.

## 참고문헌
- 『市町村名変遷辞典』東京堂出版、1990年。